# Ferdinand Philipp Joseph von Lobkowitz

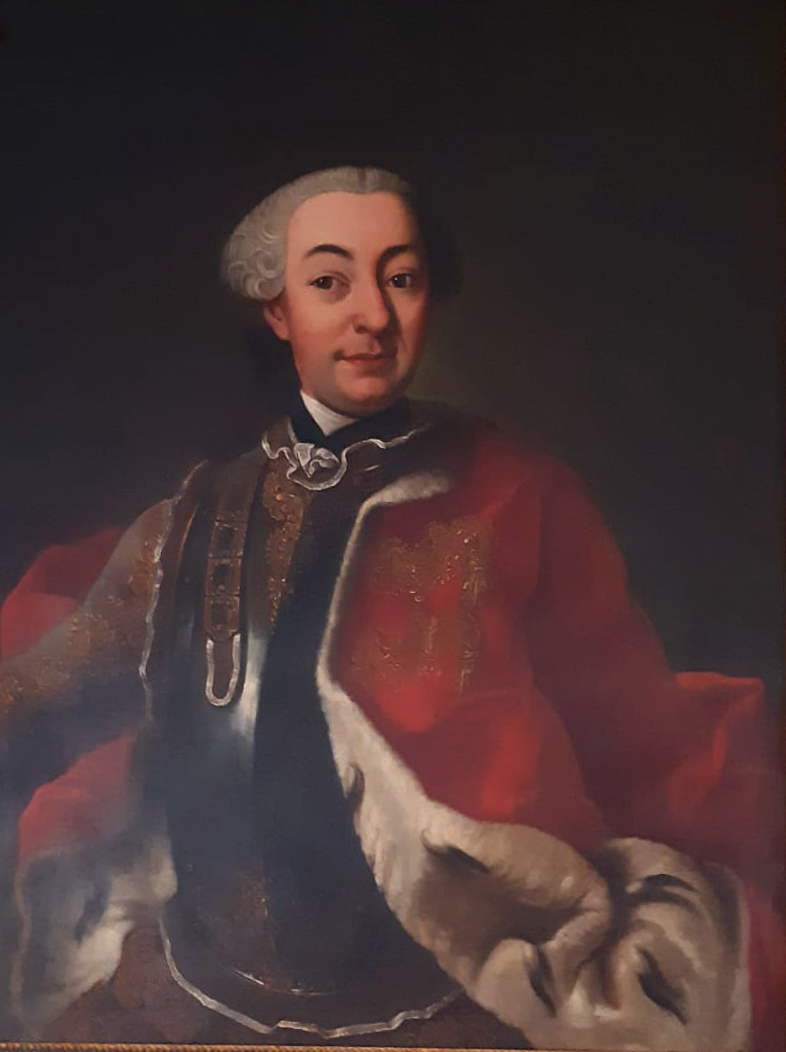
Ferdinand Philipp Joseph von Lobkowitz (Maler Martin van Meytens)

Graf Ferdinand Philipp Joseph von Lobkowitz (* 27. April 1724 in Prag; † 11. Januar 1784 in Wien) war Musiker und Mäzen sowie 6. Fürst von Lobkowitz.

## Herkunft
Seine Eltern waren Philipp Hyazint von Lobkowicz (* 25. Februar 1680; † 23. Dezember 1734) und dessen zweite Ehefrau die Gräfin Anna Maria Elisabeth Wilhelmina Karola Josepha Antonia Regina von Althann (* 7. September 1703; † 6. Dezember 1754).

## Leben
Nach dem frühen Tod seines Vaters starb 1739 auch sein Bruder Wenzel Ferdinand (der 5. Fürst), so wurde Ferdinand Philipp der Erbe eines großen Vermögens. Als 1740 der Erste Schlesische Krieg begann und die Preußen Schlesien und damit auch das für Lobkowitz wertvolle Herzogtum Sagan eroberten, unterstützte er die Preußen, was vermutlich ein Grund war, weshalb er im Gegensatz zu seinen Verwandten nie den Orden vom Goldenen Vlies erhielt. Im Januar 1750 erhielt er vom preußischen König Sagan offiziell als Lehen.
Ab 1743 konnte der nun regierende Prinz in Wien sich ganz seinen umfassenden Studien mit Schwerpunkt auf Musik widmen. Schon sein Vater hatte ein hervorragendes Orchester zusammengestellt. Ferdinand Philipps Lehrer waren Christoph Willibald Gluck, der Förster im Dienste seines Vaters Phillip Hyacinth war, und Franz Benda in Berlin. Er galt als einer der besten Amateure auf der Violine. Im Jahr 1745 nahm er Gluck auf eine Reise nach Italien und England mit. Die Kompositionen des Grafen sind aber nicht überliefert.
1746 reiste er wieder nach London, um dort Zuchtpferde zu kaufen. Dort sah er Bilder von Canaletto, von denen er einige nach Böhmen mitnahm.

## Familie
Er heiratete die Prinzessin Gabrielle Maria von Savoyen-Carignano (* 27. März 1748; † 10. April 1828), eine Tochter von Ludwig Viktor von Savoyen-Carignan. Das Paar hatte einen Sohn:
- Josef Franz Maximilian (* 7. Dezember 1772 in Wien; † 15. Dezember 1816 in Třeboň) ⚭ 1792 Maria Karolina zu Schwarzenberg (* 7. September 1775 in Wien; † 24. Januar 1816 in Prag)